# 샤츠크

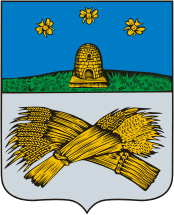
시 문장

샤츠크(러시아어: Шацк)는 러시아 랴잔주 남동부에 위치한 도시로, 인구는 7,563명(2002년 기준)이며 랴잔(랴잔 주의 주도)에서 남동쪽으로 94km 정도 떨어진 곳에 위치한다.
16세기 이 곳 주변은 깊은 숲에 둘러싸여 있어서 타타르족이 숲에 둘러싸인 모스크바 대공국을 침입하기 위한 통로로 여겨졌다. 1553년 모스크바 대공국이 요새를 건설하면서 신설되었으며 1779년 시로 승격되었다. 주요 산업은 보드카 생산과 식육제관업이다.

## 사진

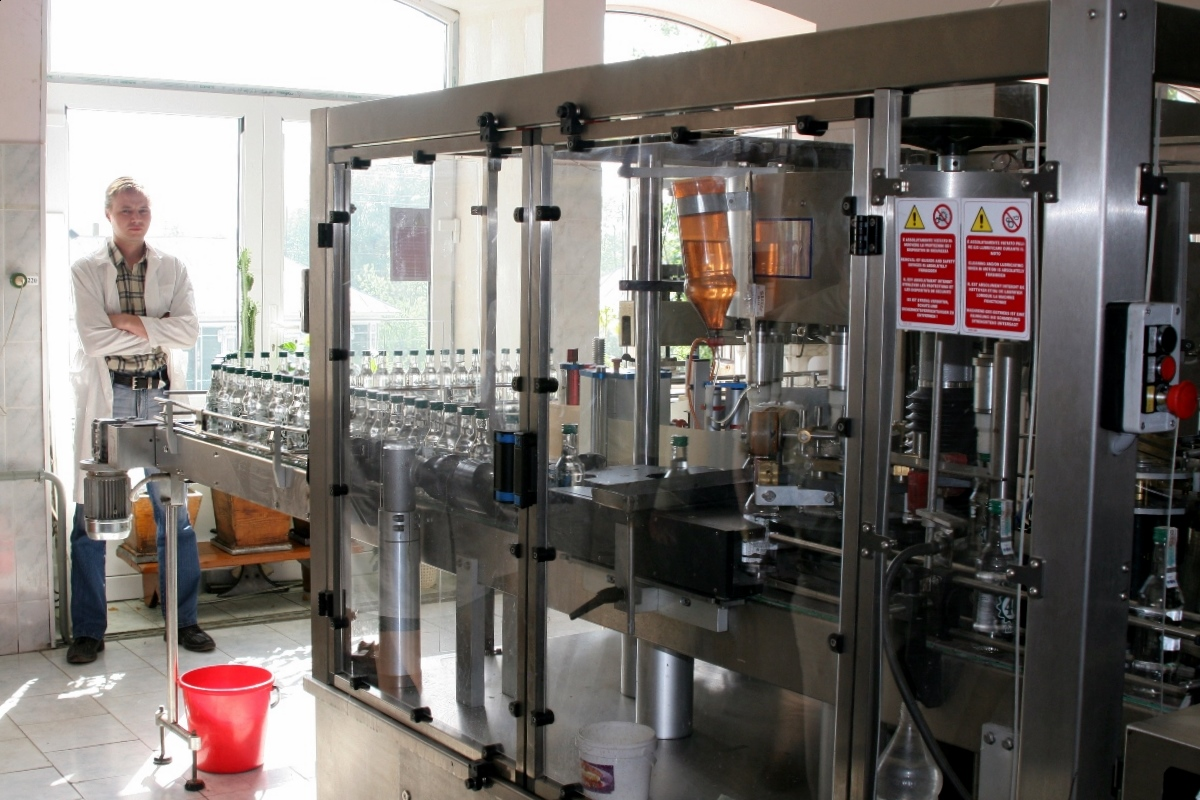
보드카 생산 공장
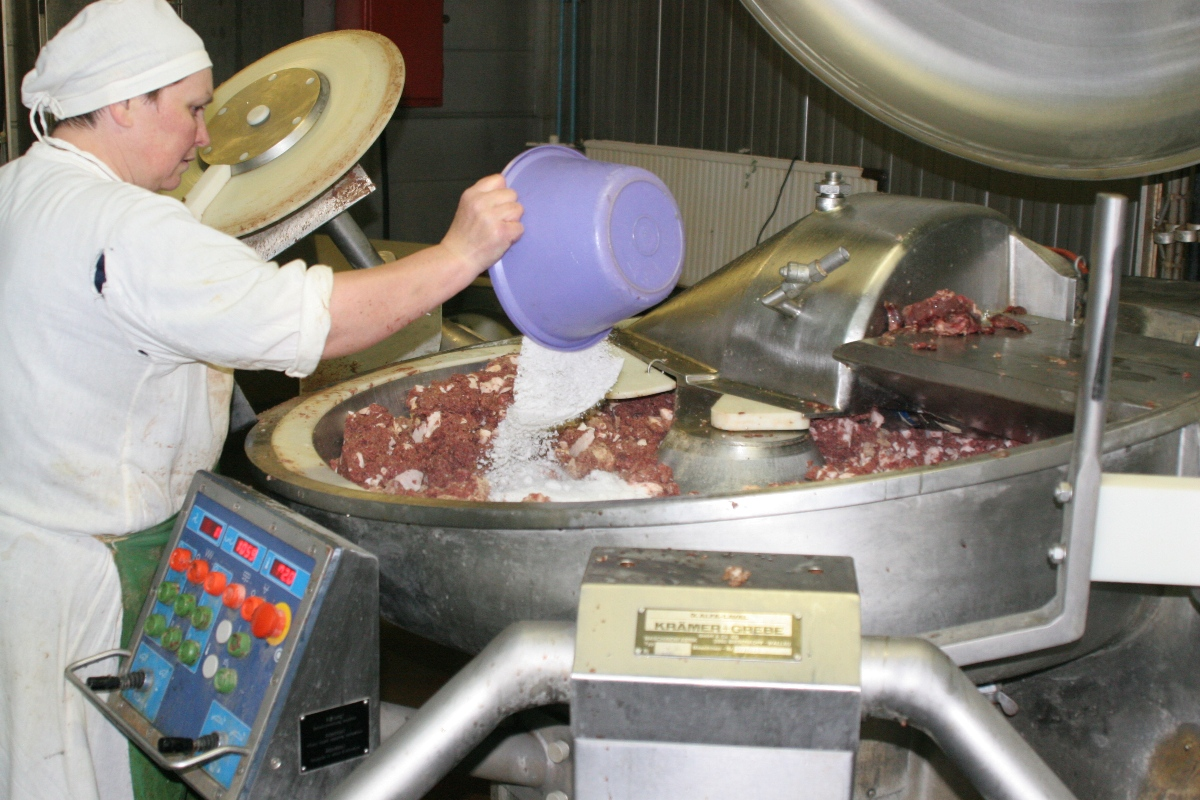
소시지 제조 공장